# Il segreto di Hitler
Il segreto di Hitler è un saggio scritto dal docente e storico ebreo-tedesco Lothar Machtan, pubblicato per la prima volta nel 2001, presso l'editore Alexander Fest Verlag, è stato fatto tradurre in Lingua italiana da Rizzoli Editore.
Il libro si propone di discutere sulla sessualità di Adolf Hitler, l'autore sostiene che il dittatore tedesco fosse in definitiva un omosessuale velato, e tra le prove addotte, cita anche la presunta relazione omoerotica, costituita dalla sua amicizia giovanile con August Kubizek durante gli anni immediatamente precedenti allo scoppio della prima guerra mondiale passati a Vienna, dove erano compagni di stanza.
La questione riguardante l'ipotetica omosessualità di Hitler, era già stata sollevata nel lavoro pionieristico dello psicoanalista Walter Charles Langer, intitolato La mente di Adolf Hitler 1972, dove si fa notare anche l'alto numero di omosessuali presenti, tra le file del Partito Nazionalsocialista dei Lavoratori Tedeschi NSDAP durante i suoi primi anni di attività politica, ed in "The Psychopathic God: Adolf Hitler" 1977, dello studioso di psicostoria Robert GL Waite, ove vengono esplorati i suoi comportamenti, le credenze, i gusti, le paure e compulsioni, aggiungendo inoltre il dubbio che Hitler potesse avere un'ascendenza ebraica.
L'opera, rimane in ogni caso controversa, in quanto non accettata da gran parte degli altri autori e studiosi dell'argomento.

## Descrizione
Secondo Machtan, Hitler frequentò cerchie omosessuali, ed ebbe storie d'amore con uomini negli anni della giovinezza, durante la prima guerra mondiale,e nel periodo cruciale dell'ascesa politica e della presa del potere, dal suo offrirsi per soldi ad anziani pederasti dal 1907 in poi, quando viveva in ostelli in cui era molto in voga la prostituzione maschile, all'intima amicizia col pianista Kubizek. Machtan suggerisce, che ciascuno dei rapporti a lungo termine che ebbe Hitler in gioventù con giovani uomini, dal pittore vagabondo Reinhold Hanisch, a Rudolf Hausler e Ernst Hanfstaengl, fossero in realtà relazioni amorose, prosegue indicando il compagno di reggimento Ernst Schmidt, con cui avrebbe condiviso il letto in trincea.
Machtan, elenca poi tutta una serie di omosessuali veri o presunti, che ruotarono attorno a Hitler o al partito nazista, Peer Baedeker ed Erich Ebermayer, Franz von Epp, il poeta e scrittore Hanns Heinz Ewers, il medico inventore del termine "omofilia" Karl-Günther Heimsoth, il tenore wagneriano Max Lorenz, Kurt Lüdecke, Siegfried Wagner, figlio di Richard Wagner e Hans Severus Ziegler. Altri sospetti dell'autore riguardano il suo pilota personale Julius Schreck, quando morì, il dittatore mise la sua foto accanto a quella della madre amatissima e l'architetto Albert Speer.
I movimenti giovanili di stampo fortemente nazionalistico, e più radicali ed estremisti in cui maturò l'ideologia politica del futuro Fuhrer, si fondavano sul forte sentimento di appartenenza ad una comunità esclusivamente maschile, sulla relazione omosessuale mascolina ed eroica, esplicitamente teorizzata dal "pederasta di destra" Hans Blüher e altri, infine sul profondo disprezzo nei confronti delle donne.
Adolf Brand, giornalista ed editore della prima rivista ad esplicito contenuto omosessuale, Der Eigene, era uno dei massimi fautori da destra dell'omosessualità mascolina, in opposizione a quella che lui considerava troppo Effeminatezza, propugnata dal medico ebreo socialista Magnus Hirschfeld, la sua idea organizzativa, era quella di una "compagnia speciale", incarnazione dei guerrieri antichi, ove l'omosessualità maschile era la base per la fondazione della nazione.
Fu attraverso una fitta rete di influenti relazioni, fondate sul legame omosessuale, che Hitler fece una rapida carriera. il suo vice per tutta la durata della sua ascesa al potere, Rudolf Hess, rimase sempre sessualmente molto ambiguo. Viene data, anche una nuova interpretazione sui fatti avvenuti in concomitanza con la notte dei lunghi coltelli, nel 1934 in cui, per ordine diretto di Hitler, le SS assassinarono tutti i vertici direttivi delle concorrenti Sturmabteilung, le famigerate "squadre d'assalto" guidate dall'omosessuale dichiarato Ernst Röhm.
Rohm sarebbe stato ucciso per non far rivelare le autentiche inclinazioni omofile di Hitler, e le perversioni sessuali di cui era affetto, il camerata della prima ora sarebbe difatti stato un testimone diretto delle avventure omosessuali del Führer, e ben deciso a servirsi di questa conoscenza come arma di ricatto. Una prova di ciò, è che fra le centocinquanta vittime dell'epurazione, c'erano persone che non avevano nulla a che fare con le squadre d'assalto, e molto invece con la vita privata di Hitler.